# Rhodozyma montanae
Rhodozyma montanae är en svampart som beskrevs av Phaff, M.W. Mill., Yoney. & Soneda 1972. Rhodozyma montanae ingår i släktet Rhodozyma och familjen Cyfstofilobasidiaceae.   Inga underarter finns listade i Catalogue of Life.